# Allorhogas gauldi
Allorhogas gauldi är en stekelart som beskrevs av Marsh 2002. Allorhogas gauldi ingår i släktet Allorhogas och familjen bracksteklar. Inga underarter finns listade i Catalogue of Life.